# RDS (andning)
RDS (Respiratory Distress Syndrome) eller IRDS (Infant Respiratory Distress Syndrome) är en andningsstörning som drabbar för tidigt födda barn, barn till mödrar med diabetes och efter kejsarsnitt. Ibland finns inte någon uppenbar predisponerande orsak. Orsakerna är otillräcklig produktion av surfaktant i lungorna och att lungornas struktur inte är färdigutvecklad. RDS är den allvarligaste lungsjukdomen hos prematura barn.
Surfaktant är ett ytspänningsminskande ämne som produceras i lungorna. Det förhindrar att alveolerna kollapsar vid utandning. Brist på surfaktant minskar lungkapaciteten och gör att andningen blir mycket arbetskrävande; varje andetag blir lika tungt som det första. Vanligtvis börjar inte surfaktant i tillräcklig mängd produceras i lungorna förrän omkring v 35, så barn som föds innan dess löper stor risk att utveckla RDS.
Vid risk för förtidsbörd finns det behandlingar som snabbar på lungmognaden. Efter födseln kan prematura barns andning stöttas med respirator. Bristen på egenproducerad surfaktant kan åtgärdas genom tillförsel av artificiell surfaktant.